# Interès compost
L'interès compost en comptabilitat i finances, és l'interès d'un capital al qual es van acumulant els seus crèdits o interessos perquè produeixin uns altres. L'interès compost permet la capitalització d'interessos periòdicament dia a dia, mes a mes, etc.
L'interès compost ocorre quan hi ha una reinversió immediata dels interessos. L'ús de l'interès compost fa que el capital inicial vagi augmentant amb els mateixos interessos que genera, incrementant exponencialment la quantitat de capital invertit en cada període i obtenint un benefici més gran en cada exercici, a això se'l coneix com a capitalització contínua.

## Càlcul de l'interès compost
Per a un període determinat, el capital final (C F1) es calcula mitjançant la fórmula següent:

{\displaystyle \ C_{F1}=C_{I}(1+r)}

Ara, capitalitzant el valor obtingut en un segon període:

{\displaystyle \ C_{F2}=C_{F1}(1+r)=C_{I}(1+r)(1+r)=C_{I}(1+r)^{2}}

Repetint això per a un tercer període continu:

{\displaystyle \ C_{F3}=C_{F2}(1+r)=C_{I}(1+r)^{2}\cdot (1+r)=C_{I}(1+r)^{3}}

Per això el capital al final de l'enèsim període és:

{\displaystyle \ C_{F}=C_{I}(1+r)^{n}}

On:
{\displaystyle \ C_{F}} és el capital al final de l'enèsim període
{\displaystyle \ C_{I}} és el capital inicial
{\displaystyle \ r} és la taxa d'interès expressada en tant per un (vg, 4 % = 0,04)
{\displaystyle \ n} és el nombre de períodes

Per calcular la taxa d'interès compost total es fa servir la fórmula següent:

{\displaystyle \ r_{T}=(1+r)^{n}-1}

On:
{\displaystyle \ r_{T}} és la taxa d'interès total expressada en tant per un (vg, 1,85 = 185 %)
{\displaystyle \ r} és la taxa d'interès expressada en tant per un (vg, 4 % = 0,04)
{\displaystyle \ n} és el nombre de períodes

Per fer càlculs continus en el temps en lloc de calcular quantitats per a finals de períodes es pot fer servir la taxa d'interès instantània {\displaystyle \rho }, així el capital final actualitzat al temps t ve donat per:

{\displaystyle \ C_{F}(t)=C_{I}e^{\rho t}}

## Obtenció dels elements de la fórmula d'interès compost
De l'equació de l'interès compost, per a n períodes, se n'obté el capital inicial, coneguts el capital final, l'interès i el nombre de períodes:
{\displaystyle \ C_{I}={\frac {C_{F}}{(1+r)^{n}}}}
El nombre de períodes es pot calcular, coneguts els capitals inicial i final i l'interès, aclarint n a l'última fórmula, obtenint-se:
{\displaystyle \ n={\frac {\log(C_{F}/C_{I})}{\log(1+r)}}}
L'interès es pot calcular, coneguts els capitals inicial i final i el nombre de períodes, aclarint-lo d'aquesta fórmula:
{\displaystyle r=\left({\frac {C_{F}}{C_{I}}}\right)^{\frac {1}{n}}-1={\sqrt[{n}]{\frac {C_{F}}{C_{I}}}}-1} ,

## Exemple d'interès compost
Vegem-ne un exemple, obtingut d'una simple calculadora d'interès compost, per entendre més fàcilment com funciona aquest tipus d'interès.
Suposem que algú es planteja invertir 10.000€ de forma inicial, i afegir-ne 2.500€ any rere any durant 25 anys, obtenint una rendibilitat mitjana del 7% anual. Durant aquests 25 anys, haurà invertit 72.500 € de la butxaca.
Gràcies a aprofitar l'interès compost, tindreu molt més que aquests 72.500€. En concret, passats els 25 anys tindreu un total de 223.465 €.
El temps és un dels factors més influents en l'interès compost per descomptat, el capital inicial invertit, l'aportació anual i l'interès obtingut tenen un gran efecte en el resultat final. Dit això, un dels que més influeixen és el temps de la inversió.
L'interès compost té molta més importància a mesura que augmenta el termini de la inversió. Per exemple, en el cas anterior, si s'inverteix durant 30 anys en lloc de fer-ho a 25 anys, al final se'n tenen 328.805€, més de 100.000€ extra.